# AMPO: Japan-Asia Quarterly Review
AMPO: Japan-Asia Quarterly Review war eine englischsprachige Zeitschrift, die über Themen zur japanischen Gesellschaft, sozialer Gerechtigkeit, Minderheiten und Umweltschutz mit Bezug zur Japan und Ostasien veröffentlichte. Die Einstellung war deutlich gesellschaftskritisch und, für japanische Verhältnisse, linksradikal. Damit stellte sie eines der wenigen Organe dar, das die japanische Gesellschaftsordnung hinterfragte.
Sie wurde vierteljährlich von 1969 bis 2000 (bis Nr. 113) herausgegeben. Begründet wurde sie als Organ des Beheiren (ベ平連). Der ursprüngliche Titel – bis Nr. 18 – lautete Ampo: a report on the Japanese people’s movement.
Seit 1974 wurde sie vom Pacific Asia Resource Centre (PARC) herausgegeben. Dieses Zentrum hat sich der „internationalen sozialen und wirtschaftlichen Gerechtigkeit“ verschrieben. Der Name leitet sich vom Japanisch-Amerikanischen Bündnisvertrag her, dessen Abschluss 1952 und Verlängerung 1960 zu einer Radikalisierung der japanischen Opposition geführt hatte.